# Сломљени
Сломљени је филмска британска драма која је изашла 2012. године. Режирао је Руфус Норис а главне улоге тумаче Тим Рот, Килијан Мерфи, Рори Кинир, Роберт Емс, Зана Марјановић, Денис Лосон и Елоиз Лоренс. Филм је базиран на роману Данијела Клеја који је заправо инспирисан романом Убити птицу ругалицу. 

## Синопсис
Једанаестогодишња дијабетичарка Емили 'Сканк' Канингам живи с оцем адвокатом Арчијем, њеним старијим братом Џедом и са мигранткињом Касијом у типичном британском предграђу. Један од њених неколико пријатеља је Рик, једноставан младић који живи са родитељима у суседној кући.
Сканк је шокирана када је Рика претукао господин Освалд, још један комшија: једна од самохране Освалдове три кћери лажно је оптужила Рика за силовање. Рик је пуштен када се докаже да је девојка лагала, али он се затвара у своју собу. Од тада па надаље живот девојке Сканк иде низбрдо.
Касија је раскинула са својим дечком Мајком, који је Емилин омиљени учитељ. Рик је смештен у ментално одељење јер се све више и више изолује. Арчи и Касија започињу везу, што је шок и за Мајка и за Сканк. Освалдове кћери почињу малтретирати Сканк када креће нови семестар у школи. Емилин први дечко одједном се мора одселити, а говори јој тек дан пре него што оде.
Једна од Освалдових кћерка затрудни од једног од њених многобројних сексуалних партнера, а касније панично и лажно оптужује Мајка. Освалд упада у учионоцу Емили и Мајка и почиње да га туче. Док је Освалд у затвору, Арчи пружа правне услуге Мајку а три ћерке организују забаву. Трудна кћерка Освалда доживљава побачај а касније и умире када га пусте из затвора.
Сканк потајно посећује Рика кад поново проводи свој први викенд код куће. Кад уђе у кућу, открива да је Рик случајно гурнуо мајку низ степенице, поломивши јој врат а затим се успаничио и нокаутирао оца. Рик не пушта Сканк и не схвата када је њен дијабетес доводи у хипогликемијску кому. Освалд проналази Сканк и мртвог Рика (самоубиство) и одводи је у болницу.
У секвенци из снова, Сканк се опрашта од људи из свог детињства, укључујући и Рика, а онда се види како одраста и држи своју бебу. Она се буди у болничком кревету након тога, с оцем крај кревета.

## Улоге
- Тим Рот као Арчи
- Килијан Мерфи као Мајк Кирнан
- Рори Кинир као Боб Освалд
- Роберт Емс као Рик
- Зана Марјановић као Касија
- Денис Лосон као гдин Бакли
- Елоиз Лоренс као Сканк (Емили)

## Критике
Филм се приказивао на Канском фестивалу 2012. године. Освојио је награду на Интернационалном филмском фестивалу у Одеси исте године.  Освојио је и признање Британске независне филмске награде за најбољи британски филм те године. 
На сајту Ротен томејтоуз филм има оцену одобравања од 62% на основу 60 рецензије и просечну оцену 6,0 / 10. 